# D.C. 다카포
D.C. 다카포(일본어: D.C. ～ダ・カーポ～, Da Capo)는 서커스사의 미소녀 게임 및 이를 기반으로 제작된 애니메이션이다.

## 줄거리
일 년 내내 벚꽃이 지지 않는 섬 하츠네지마. 그곳에서 의붓동생 네무와 함께 사는 준이치는 자타공인의 귀차니스트다.
그러던 어느날 미국으로 이민갔던 이종사촌 누나 사쿠라가 돌아오게 되면서 네무와 사쿠라 사이에 안 좋은 기운이 감돌기 시작하고 여러 소녀들을 만나게 되면서 수많은 일을 겪게 되는데…

## 같이 보기
- D.C. 다카포 II